# 중설 원순 중고모음
중설 원순 중고모음(中舌 圓脣 中高母音)은 모음의 하나이다. IPA 기호는 소문자 o에 가로줄을 그은 것('ɵ')으로, 무성 치 마찰음을 나타내는 그리스 문자 θ와는 다르다.
- 이 모음은 혀의 위치를 전설모음일 때와 후설모음일 때의 중간 정도로 해서 발음하는 중설모음이다.
- 이 모음은 입술을 둥글게 해서 발음하는 원순모음이다.
- 이 모음은 혀의 위치를 고모음과 중모음의 중간 위치로 해서 발음하는 중고모음이다.

## 예시
| 언어                | 철자     | 발음     | 뜻           | 비고                |
| 몽골어              | өгөх     | [ɵɡɵx]   | '주다'       |                     |
| 광둥어              | 出/ceot⁷ | [tsʰɵt˥] | '외출하다'   |                     |
| 표준 네덜란드어     | hut      | [ɦɵt]    | '원두막'     |                     |
| 남아프리카 영어     | foot     | [fɵt]    | '발'         | 젊은 여성 화자에서. |
| 뉴질랜드 영어       | bird     | [bɵːd]   | '새'         |                     |
| 히우어              | yöykön̄   | [jɵjkɵŋ] | (…을) '잊다' |                     |
| 표준 서프리슬란트어 | put      | [pɵt]    | '잘'         |                     |